# Orphnus parentalis
Orphnus parentalis är en skalbaggsart som beskrevs av Louis Albert Péringuey 1908. Orphnus parentalis ingår i släktet Orphnus och familjen Orphnidae. Inga underarter finns listade i Catalogue of Life.